# Día de la Comunidad de Madrid
El 2 de mayo de cada año se celebra el Día de la Comunidad de Madrid, la fiesta regional de esta comunidad autónoma de España. Con ella, se conmemora el Levantamiento del 2 de Mayo de 1808, en el que el pueblo madrileño se levantó en armas para rebelarse contra la ocupación francesa
de España y para expulsar a este ejército, el cual estaba tomando gran parte de la península ibérica. Este acontecimiento, fue el primero de la guerra de la Independencia española.

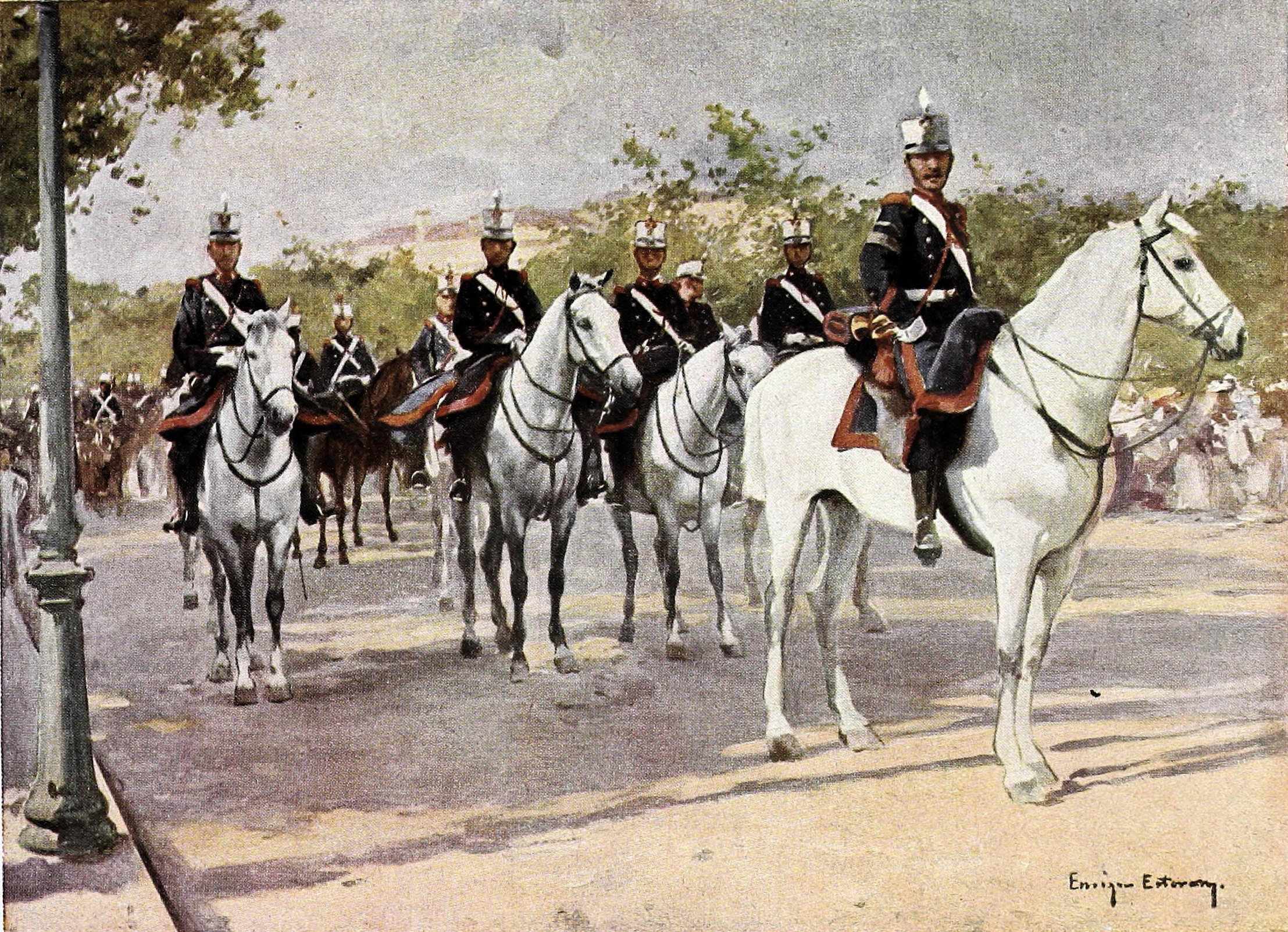
«En el desfile del 2 de mayo» (Blanco y Negro, 1907)

Actualmente, la celebración incluye una ofrenda floral a los héroes del 2 de mayo de 1808 en el cementerio de la Florida, un desfile en la Puerta del Sol con la colocación de una corona de flores a las placas de agradecimiento a los que lucharon el 2 de mayo de 1808, así como a los ciudadanos que ayudaron a las víctimas del atentado del 11 de marzo de 2004, y una ceremonia de entrega de distinciones de la Orden del Dos de Mayo y la Medalla de la Comunidad de Madrid en la sede de la Presidencia de la Comunidad de Madrid.
En 1908 se celebraron actos especiales presididos por el rey Alfonso XIII debido al centenario del levantamiento. En las fiestas de 2008 por el bicentenario del levantamiento del 2 de mayo, se celebraron diversas actividades culturales en la capital como exposiciones, edición de libros, conciertos y espectáculos callejeros incluyendo la participación del compositor castellonense Carles Santos y la compañía de teatro catalana La Fura dels Baus.